# Bettina Herlitzius

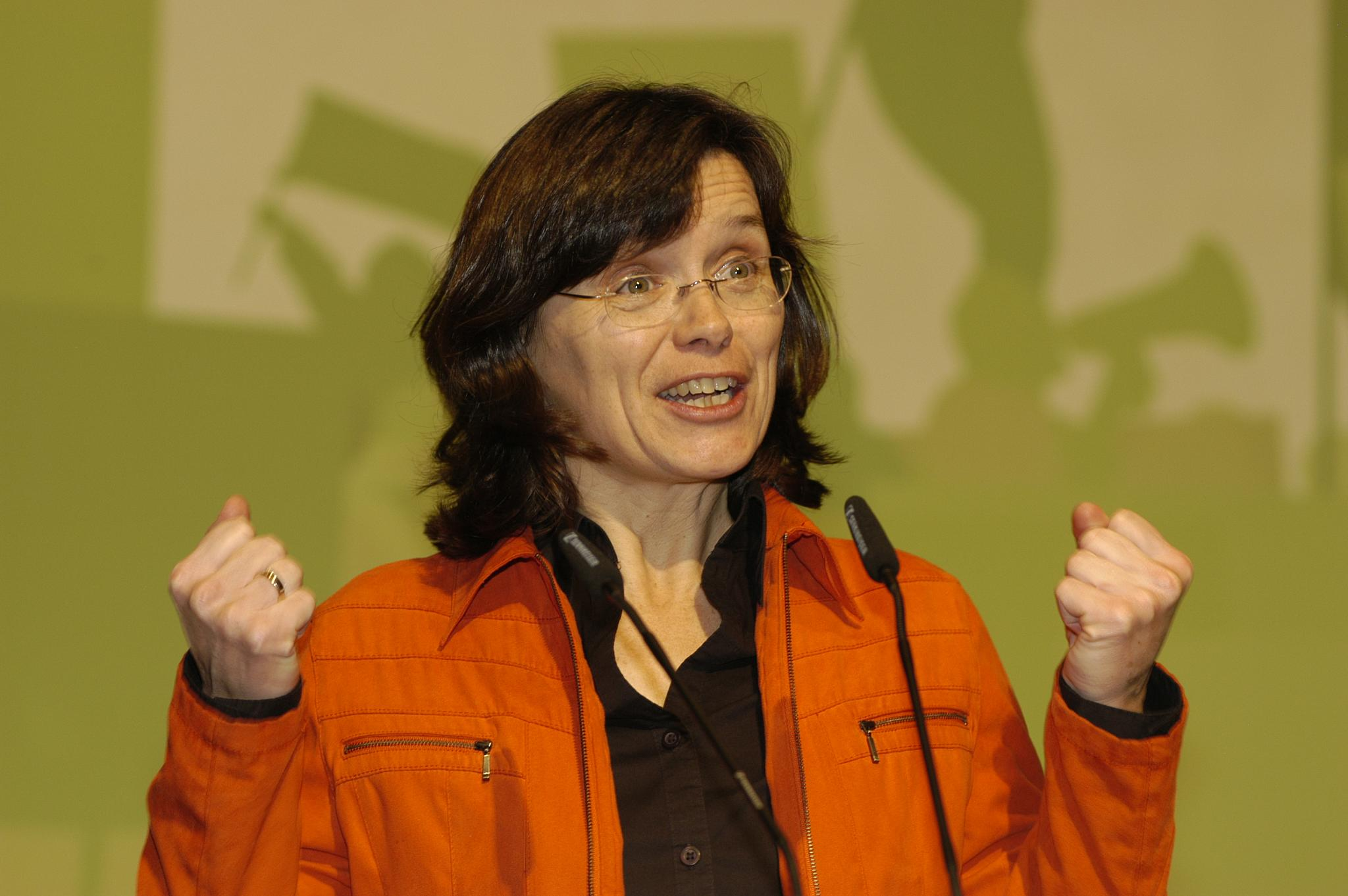
Bettina Herlitzius bei der Landesdelegiertenkonferenz der Grünen zur Bundestagswahl 2009 in Krefeld, Dezember 2008

Bettina Herlitzius (* 8. Juli 1960 in Bad Salzuflen) ist eine deutsche Politikerin (Bündnis 90/Die Grünen).

## Leben und Beruf
Nach dem Abitur 1979 absolvierte Herlitzius ein Studium der Architektur an der RWTH Aachen, welches sie 1987 als Diplom-Architektin beendete. Anschließend war sie als selbständige Architektin tätig, bis sie 1993 ein Referendariat im Staatlichen Bauamt beim Ministerium für Bauen und Wohnen des Landes Nordrhein-Westfalen begann. Nach dem zweiten Staatsexamen 1995 übernahm sie die Leitung des Amtes für Verkehrslenkung, Wohnungswesen, Hoch- und Straßenbau in der Kreisverwaltung Aachen, mittlerweile ist sie Leiterin des Amtes für Inklusion und Sozialplanung der Städteregion Aachen.
Bettina Herlitzius hat einen Sohn und lebt in einer Lebenspartnerschaft.

## Politik
Herlitzius trat 1983 der Partei Die Grünen bei, die sie jedoch schon 1985 wieder verließ. Seit 1998 ist sie erneut Mitglied der Grünen und war von 2001 bis 2005 Sprecherin des Vorstandes von Bündnis 90/Die Grünen im Kreis Aachen-Land. Herlitzius gehört seit 1999 dem Kreistag des Kreises Aachen, der Landschaftsversammlung des Landschaftsverbandes Rheinland sowie dem Regionalrat Köln an.
Am 3. September 2007 rückte sie über die Landesliste Nordrhein-Westfalen für den ausgeschiedenen Abgeordneten Reinhard Loske in den Deutschen Bundestag nach. Am 27. September 2009 gelang ihr der erneute Einzug in den Bundestag als Abgeordnete, dem sie bis September 2013 angehörte.
Nach ihrer Zeit im Bundestag nahm Herlitzius als Kandidatin für die Grünen an der Bürgermeisterwahl in Herzogenrath teil. Die Wahl gewann der SPD-Kandidat Benjamin Fadavian mit 53,32 Prozent.